# جون هايد سويت
جون هايد سويت هو سياسي أمريكي، ولد في 1 سبتمبر 1880 في Milford, New York ‏ في الولايات المتحدة، وتوفي في 4 أبريل 1964 في ويكنبورغ في الولايات المتحدة. نشط حزبياً في الحزب الجمهوري. وقد انتخب عضو مجلس النواب الأمريكي ‏.